# Josiah Wedgwood

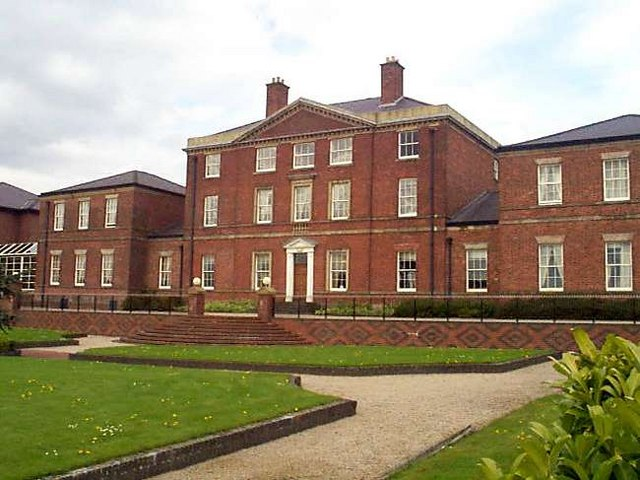
Etruria Hall, la casa familiar edificada el 1768–1771 per Joseph Pickford.

Josiah Wedgwood (1730 - 1795) va ser un ceramista anglès fundador de la companyia Wedgwood. Era un important abolicionista i era membre de la família Darwin–Wedgwood essent avi de Charles i Emma Darwin.

## Biografia
Josiah va ser criat dins una família de dissidents religiosos anglesos. D'infant va patir la malaltia de la verola que el va deixar permanentment coix i incapacitat per treballar la ceràmica i per això va ser destinat a dissenyar-la.
Wedgwood es va casar amb Sarah Wedgwood (1734–1815), que era cosina tercera seva, el gener de 1764. Van tenir vuit fills entre ells Susannah Wedgwood, mare de Charles Darwin i Josiah Wedgwood II (1769–1843) (pare d'Emma Darwin, cosina i esposa de Charles Darwin)

### Obra
Wedgwood va estar molt interessat en els avenços científics del seu temps i en concret amb els relacionats amb la ceràmica, activitat en la qual va ser considerat el millor del seu moment.

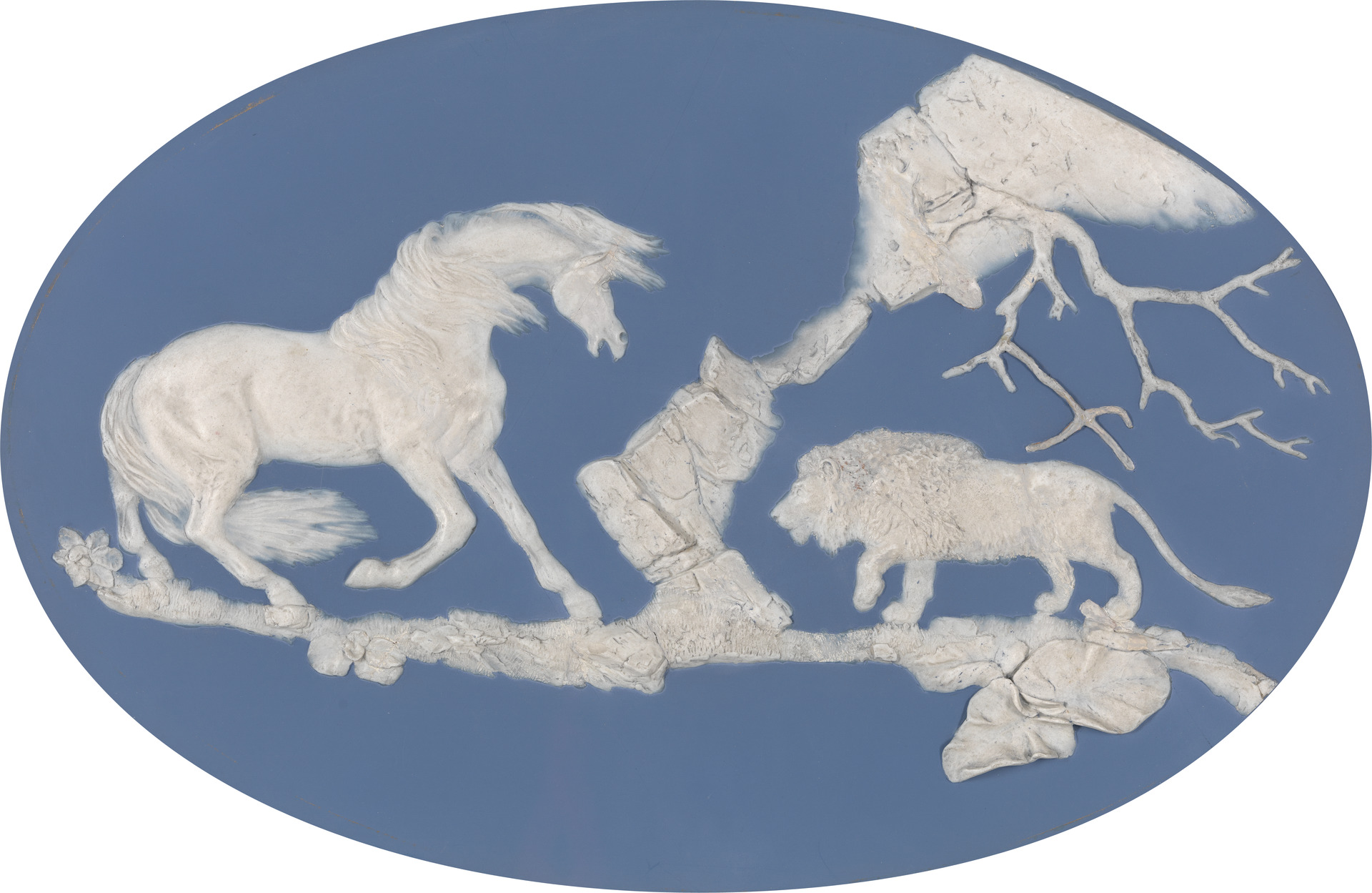
Horse Frightened by a Lion per Wedgwood i Thomas Bentley, de George Stubbs, 1780.

## Invents
Josiah Wedgwood inventà el piròmetre, un aparell per a mesurar temperatures extremadament altes que es presenten als forns de ceràmica, per això va ser escollit membre de la Royal Society.